# Акбулацький сільський округ (Бурлінський район)
Акбула́цький сільський округ (каз. Ақбұлақ ауылдық округі, рос. Акбулакский сельский округ) — адміністративна одиниця у складі Бурлінського району Західноказахстанської області Казахстану. Адміністративний центр та єдиний населений пункт — село Акбулак.
Населення — 776 осіб (2021; 784 у 2009, 1309 у 1999, 1371 у 1989).
Станом на 1989 рік існувала Миргородська сільська рада (села Акбулак, Кизил-Тал, Миргородка). Пізніше село Кизилтал утворило окремий Кизилтальський сільський округ. Село Сатайколь ліквідовано 2017 року. 2019 року до складу округу включена частина території ліквідованого Березовського сільського округу — колишнє село Сборний.

## Склад
До складу округу входять такі населені пункти:
| Населений пункт  | Старі назви | Населення, осіб (1989) | Населення, осіб (1999) | Населення, осіб (2009) | Населення, осіб (2021) |
| ---------------- | ----------- | ---------------------- | ---------------------- | ---------------------- | ---------------------- |
| Акбулак, село    | -           | 948                    | 990                    | 763                    | 776                    |
| Миргородка, село | -           | 317                    | 303                    | -                      | -                      |
| Сатайколь, село  | -           | -                      | 16                     | 21                     | -                      |
| Сборний, село    | -           | 106                    | -                      | -                      | -                      |